# Haris (Salfit)
Haris (àrab: حارس, Ḥāris) és una vila palestina de la governació de Salfit, a Cisjordània, 24 kilòmetres al sud-oest de Nablus. Segons l'Oficina Central Palestina d'Estadístiques tenia 3.427 habitants el 2007.

## Història
S'hi ha trobat pots i ceràmica de l'era mameluca. En 1359 és mencionada per Ibn Kadi com a lloc comprat pel soldà.

### Època otomana
En 1517 la vila fou incorporada a l'Imperi Otomà amb la resta de Palestina, i s'hi ha trobat terrissa de la primera època otomana. Apareix en els registres fiscals de 1596 com a Harit, situada a la nàhiya de Jabal Qubal, al liwà de Nablus. La població era de 21 llars, totes musulmanes. Pagaven una suma fixa amb impostos de 12,000 akçe, a més dels impostos sobre els «agnan», ruscs, i ingressos ocasionals; un total de 13,300 akçe.
En 1870 Guérin va observar que hi havia un edifici usat com a mesquita, dividit en tres naus separades per columnes de marbre de diferents grandàries, i evidentment antigues. «En un Tell proper, que domina la vila, hi ha les ruïnes d'una torre antiga. El lloc ara té oliveres. Dues tombes antigues i nombroses cisternes tallades a la roca formaven part de la ciutat vella, que hi era aquí.»
En 1882 el Survey of Western Palestine (SWP) del Fons per a l'Exploració de Palestina descrivia Haris com «una vila de grandària mitjana en una zona alta construïda de pedra i subministrada amb cisternes. Hi ha tombes tallades en roca i probablement és un lloc antic. Hi ha belles oliveres als voltants.»

### Època del Mandat Britànic
En el cens de Palestina de 1922 dirigit per les autoritats del Mandat Britànic de Palestina, Haris (anomenada Hares) tenia 285 musulmans, incrementats en el cens de 1931 a 394, tots musulmans i un cristià, en un total de 99 cases.
El 1945 la població era de 540 musulmans, mentre que l'àrea de terra era de 8.391 dúnams, segons un cens oficial de terra i població. D'aquests, 1.545 eren usats com a plantacions i terra de rec, 1.341 per cereals, i 21 eren sòl edificat.

### Després de 1948
Després de la de la Guerra araboisraeliana de 1948, i després dels acords d'Armistici de 1949, Haris va restar en mans de Jordània. Després de la Guerra dels Sis Dies el 1967, ha estat sota ocupació israeliana.

### Pèrdua de terra
Haris ha estat directament afectada per la construcció del Mur de Cisjordània i dels assentaments als voltants d'Ariel i del Parc Industrial Barkan. ARIJ, un institut de recerca palestí llista les pèrdues de terra per sectors:
| Assentament                        | Data d'establiment | Pobl. 2007 | Àrea (en dúnams) | Àrea confiscada de la vila |
| ---------------------------------- | ------------------ | ---------- | ---------------- | -------------------------- |
| Barqan                             | 1981               | 1,300      | 649              | 304                        |
| Revava                             | 1991               | 827        | 399              | 78                         |
| Zona Industrial de Barqan          | 1981               | --         | 1,417            | 1,417                      |
| Qiryat Netafim                     | 1982               | 438        | 386              | 188                        |
| Parc Industrial Occidental d'Ariel | NA                 | --         | 1,728            | 1,110                      |
| Total                              | Total              | 2,565      | 4,579            | 3,097                      |
| Font: ARIJ 2008                    |                    |            |                  |                            |

A finals d'octubre de 2014 Israel va confiscar 20 dúnams (5 acres) més de terra, vora l'assentament israelià de Barkan.